# Beaver Lake (Southeast Fairbanks Census Area, Alaska)
Der Beaver Lake (beaver englisch für Biber) ist ein Bergsee in der Southeast Fairbanks Census Area im äußersten Osten des US-Bundesstaates Alaska. Der lokale Seename wurde 1915 von dem Geologen Alfred Hulse Brooks vom U.S. Geological Survey (USGS) gemeldet.

## Lage
Der Beaver Lake befindet sich an der Südflanke der Nutzotin Mountains auf einer Höhe von 1354 m. Der Beaver Lake liegt im Schutzgebiet Wrangell-St. Elias Wilderness. Der 1,37 km² große See bildet den Ursprung des Beaver Creek. Dieser verlässt den See an dessen Ostufer. Der Beaver Lake befindet sich 42 km westlich der kanadischen Staatsgrenze. Der stark gegliederte See besitzt eine Längsausdehnung in WSW-ONO-Richtung von 3,1 km sowie eine maximale Breite von etwa 800 m.  